# من اینجا هستم
«من اینجا هستم» (به اسپانیایی: Estoy Aquí) ترانه‌ای از شکیرا، خواننده و ترانه‌سرای کلمبیایی، است که در سومین آلبوم استودیویی وی، پابرهنه قرار دارد. این ترانه در سال ۱۹۹۵، توسط سونی میوزیک و کلمبیا رکوردز، به عنوان تک‌آهنگ آغازین آلبوم منتشر شد. متن ترانه توسط شکیرا و لویس فرناندو اخوا نوشته و تهیه شده‌است. «من اینجا هستم» یک ترانهٔ پاپ لاتین و به زبان اسپانیایی است و شعر آن دربارهٔ تلاش برای اصلاح یک رابطهٔ ناموفق است.
به‌طور کلی ترانهٔ «من اینجا هستم» پس از انتشار نظرات مطلوبی را از منتقدان موسیقی دریافت کرد و آن‌ها این ترانه را به عنوان یک آهنگ برجسته از آلبوم پابرهنه تشخیص دادند. علاوه بر این، این اولین ضبط موسیقی شکیرا بود که باعث دستیابی وی به موفقیت تجاریش در خارج از کشور کلمبیا بود. این ترانه در بیلبورد موسیقی‌های پاپ لاتین به مقام اول و در موسیقی‌های لاتین به مقام دوم دست یافت. این اجرا به آلبوم پابرهنه کمک کرد تا به یک آلبوم رکوردشکن تبدیل شود و در نهایت در کشورهای برزیل، کلمبیا و ایالات متحده به درجهٔ پلاتینیوم رسید. موزیک ویدیوی آن، شکیرا را در حال اجرای آهنگ با گیتار به تصویر می‌کشد.
ترجمهٔ این ترانه به زبان پرتغالی با عنوان "Estou Aqui" در اولین آلبوم ریمیکس شکیرا به نام دی ریمیکسز (به انگلیسی: The Remixes) در سال ۱۹۹۷ منتشر شد. یک نسخهٔ انگلیسی از این ترانه هم در سال ۲۰۱۱ در اینترنت منتشر شد. علاوه بر این، این آهنگ در شش تور از هفت تور کنسرت، که شکیرا تاکنون برگزار کرده‌است، اجرا شده‌است.

## پیشینه و قطعه موسیقی
شکیرا به دنبال احیای حرفه خود، اولین آلبوم استودیویی بزرگ خود، با نام پابرهنه را در سال ۱۹۹۵ توسط سونی موزیک و کلمبیا رکوردز منتشر کرد. او با تصدی یک موقعیت برجسته در تولید آن، نویسندگی و تهیه کنندگی مشترک هر یازده قطعه موجود در این آلبوم را بر عهده داشت. به عنوان تک‌آهنگ لید این آلبوم در سال ۱۹۹۶، ترانه «من اینجا هستم» توسط لویس فرناندو اخوا تولید شد. این آهنگ به شدت تحت تأثیر عناصر پاپ لاتین است و از سازهای برجسته همانند گیتار استفاده می‌کند. متن این ترانه از اصلاح یک رابطه ناموفق سخن می‌گوید. در زبان فارسی، متن این ترانه که می‌گوید "lo que nos pasó no repetirá jamás" و "Estoy aquí queriéndote, ahogándome" به ترتیب به "آنچه برای ما اتفاق افتاده‌است هرگز تکرار نخواهد شد" و "من اینجا غرق تو هستم" ترجمه می‌شود. پس از موفقیت در نسخه اصلی اسپانیایی زبان این آهنگ، «من اینجا هست» مجدداً به زبان پرتغالی با عنوان "Estou Aqui" برای آلبوم ریمیکس شکیرا به نام دی ریمیکسز در سال ۱۹۹۷ ضبط شد. نسخه انگلیسی زبان «من اینجا هستم» در اوایل سال ۲۰۱۱ منتشر شد، اما برای دانلود کامپیوتری در دسترس قرار نگرفت.

## بازخورد
پس از انتشار این ترانه، «من اینجا هستم» به‌طور کلی نقدهای مثبتی از منتقدان موسیقی دریافت کرد و آنها، آن را به عنوان یک آهنگ برجسته از آلبوم پابرهنه تشخیص دادند. کارلوس کوینتانا (Carlos Quintana) از About.com این آهنگ را «طعم رقص پر جنب و جوش» تعریف کرد و آن را به عنوان یکی از ترانه‌های مورد علاقه خود توصیف کرد. همچنین، خوزه اف. پرومیس (Jose F. Promis) از Allmusic آن را به عنوان یک آهنگ آغازین «تأثیرگذار و ملودیک» و انتخاب آهنگ به عنوان آهنگ برجسته آلبوم را ستایش کرد. این آهنگ در سال ۱۹۹۷ در جوایز لو نوسترو نامزد دریافت جایزه آهنگ پاپ سال شد، اما در مقابل ترانه «تجربه دینی» (به اسپانیایی: Experiencia Religiosa)، اثر انریکه ایگلسیاس شکست خورد.
«من اینجا هستم» اولین ضبط شکیرا بود که به موفقیت تجاری دست یافت. این آهنگ در جدول‌های بیلبورد «برترین ترانه لاتین» و «برترین ترانه پاپ» به رتبه‌های ۲ و ۱ دست یافت. عملکرد تجاری آن به آلبوم اصلی آن کمک کرد تا به یک رکورد جدید برای او تبدیل شود، که در نهایت موفق به دریافت گواهینامه پلاتین در برزیلrelyearمن اینجا هستمsalesamountمن اینجا هستمsalesrefمن اینجا هستم و ایالات متحدهrelyearمن اینجا هستمautocatمن اینجا هستم شد. «من اینجا هستم» همچنین در کلمبیا جایزه "Diamond Prism" را دریافت کرد.
در سال ۱۹۹۶، این ترانه در بازنشر آلبوم پابرهنه، با نام "Colección de Oro" پخش مجدد شد. در سال ۲۰۰۲، این قطعه به عنوان اولین قطعه اولین آلبومِ برترین آهنگ‌های شکیرا با عنوان برترین آهنگ‌ها پخش شد.

## موزیک ویدئو
«من اینجا هستم» اولین قطعه توسط شکیرا بود که همراه با یک موزیک ویدئو منتشر شد، که توسط سیمون برند کارگردانی شد. این ویدئو محیط یک انبار را در فصول مختلف آب و هوایی به تصویر می‌کشد و شکیرا را در حال اجرای آهنگ، همراه با گیتار در اکثر صحنه‌ها نشان می‌دهد. این کلیپ با واکنش مطلوبی از سوی برچسب او یعنی سونی میوزیک، همچنین با موفقیت تجاری روبرو شد. در نتیجه، مدیران تصمیم گرفتند تا بر تبلیغ آلبوم آن یعنی پابرهنه، در صورتی که فروش آن از ۵۰٬۰۰۰ نسخه فراتر رود، تأکید بیشتری کنند. جان لانرت از بیلبورد به‌طور مثبت اشاره کرد که صدا و ظاهر او «برق از سر شما می‌پراند». در کلمبیا، در جوایز Asociación Colombiana de Periodistas del Espectáculo (ACPE) به عنوان «بهترین ویدیو» شناخته شد. پس از موفقیت عظیم این تک آهنگ در آمریکای لاتین و اسپانیا، شکیرا یک موزیک ویدئوی جایگزین برای این ترانه، به کارگردانی عکاس و فیلمساز فرانسوی کریستف گستالدر (Christophe Gstalder)، فیلمبرداری کرد. این موزیک ویدیو برای تبلیغ آهنگ در کشورهای اروپایی استفاده شد. این موزیک ویدئوی جایگزین، شکیرا را در حال نوازندگی گیتار و رقصیدن، روبروی یک آکواریوم به تصویر می‌کشد. این ویدئوی جایگزین همچنین دارای نسخه انگلیسی به نام "I'm here" است اما هرگز منتشر نشد. با این حال، این کلیپ در مصاحبه تلویزیونی فرانسوی Star Story به نمایش گذاشته شد.

## اجراهای زنده
شکیرا در شش دوره از هفت تور کنسرت خود تا کنون ترانه «من اینجا هستم» را اجرا کرده‌است. او برای اولین بار این آهنگ را در مکزیکو سیتی در طول تور خود به نام پابرهنه اجرا کرد، که از ۱۹۹۶ تا ۱۹۹۷ اجرا شد. همچنین در طول تور آنفیبیو و تور منگوس، که در حمایت از دومین و سومین آلبوم‌های استودیویی او، دزدان کجایند؟ و سرویس رختشویی بود نیز اجرا شد. این آهنگ علاوه بر این در تور دلبستگی دهانی اجرا شد، که بزرگ‌ترین تور او تا به امروز شد. ترانه «من اینجا هستم» به جای اجرا در تور جهانی خورشید در می‌آید، در سال ۲۰۱۱ در ریودوژانیرو به عنوان بخشی از Rock in Rio اجرا شد. بعداً در سال ۲۰۱۸، این آهنگ به عنوان آهنگ افتتاحیه برای تور جهانی ال دورادو به اجرا درآمد.
در ماه اوت ۱۹۹۹، شکیرا ترانه «من اینجا هستم» را در یک قسمت از MTV Unplugged در شهر نیویورک خواند. در فوریه ۲۰۰۰، این اجرا در آلبوم زندهٔ این رویداد اجرا شد. در دوازدهمین مراسم اهدای جوایز گرمی لاتین در سال ۲۰۱۱، الکس سینتک، خواننده و ترانه‌سرای مکزیکی، کاور زنده این آهنگ را به عنوان بخشی از ادای احترام به برنده گرمی لاتین، شکیرا اجرا کرد.

## فهرست اثرها
سی‌دی تک‌آهنگ
1. "Estoy Aquí"
2. "Te Espero Sentada"

سی‌دی تک‌آهنگ - ورژن برزیل
1. "Estou Aqui"

ریمیکس آلبوم چندآهنگه
1. "Estoy Aquí" (The Love & House Mix)
2. "Estoy Aquí" (The Love & House Radio Edit)
3. "Estoy Aquí" (Extended Club Mix)
4. "Estoy Aquí" (The Radio Edit)
5. "Estoy Aquí" (Meme's Timbalero Dub)
6. "Estoy Aquí" (The Love & Tears Mix)

## جدول‌ها
| جدول (۱۹۹۶)                               | رتبه |
| ----------------------------------------- | ---- |
| برترین ترانه لاتین (بیلبورد) ایالات متحده | ۲    |
| ایرپلی پاپ لاتین (بیلبورد) ایالات متحده   | ۱    |

| جدول (۱۹۹۶)                               | رتبه |
| ----------------------------------------- | ---- |
| برترین ترانه لاتین (بیلبورد) ایالات متحده | ۳۲   |